# I binari del destino
I binari del destino (트롤리?, TeurolliLR; lett. "Trolley") è una serie televisiva sudcoreana trasmessa su SBS TV dal 19 dicembre 2022 al 14 febbraio 2023. Internazionalmente è distribuita da Netflix.

## Trama
Kim Hye-joo, moglie del membro dell'Assemblea nazionale Nam Joong-do, vive nascondendo un segreto legato al suo passato, che un giorno diventa pubblico.

## Personaggi e interpreti
- Kim Hye-joo/Kim Jae-eun, interpretata da Kim Hyun-joo
- Nam Joong-do, interpretato da Park Hee-soon
- Jang Woo-jae, interpretato da Kim Mu-yeol
- Kim Soo-bin, interpretata da Jung Soo-bin

## Riconoscimenti
- SBS Drama Award
  - 2023 – Miglior nuova attrice a Jung Soo-bin[3]
  - 2023 – Miglior attrice di supporto in un drama romantico/commedia a Seo Jeong-yeon[4]
  - 2023 – Miglior attoredi supporto in un drama romantico/commedia a Jung Soon-won[4]
  - 2023 – Candidatura Premio all'alta eccellenza, attore in un drama romantico/commedia a Park Hee-soon[5]
  - 2023 – Candidatura Premio all'alta eccellenza, attore in un drama romantico/commedia a Kim Mu-yeol[5]
  - 2023 – Candidatura Premio all'alta eccellenza, attrice in un drama romantico/commedia a Kim Hyun-joo[5]
  - 2023 – Candidatura Miglior giovane attrice a Choi Myung-bin[6]